# 瑞穗庄

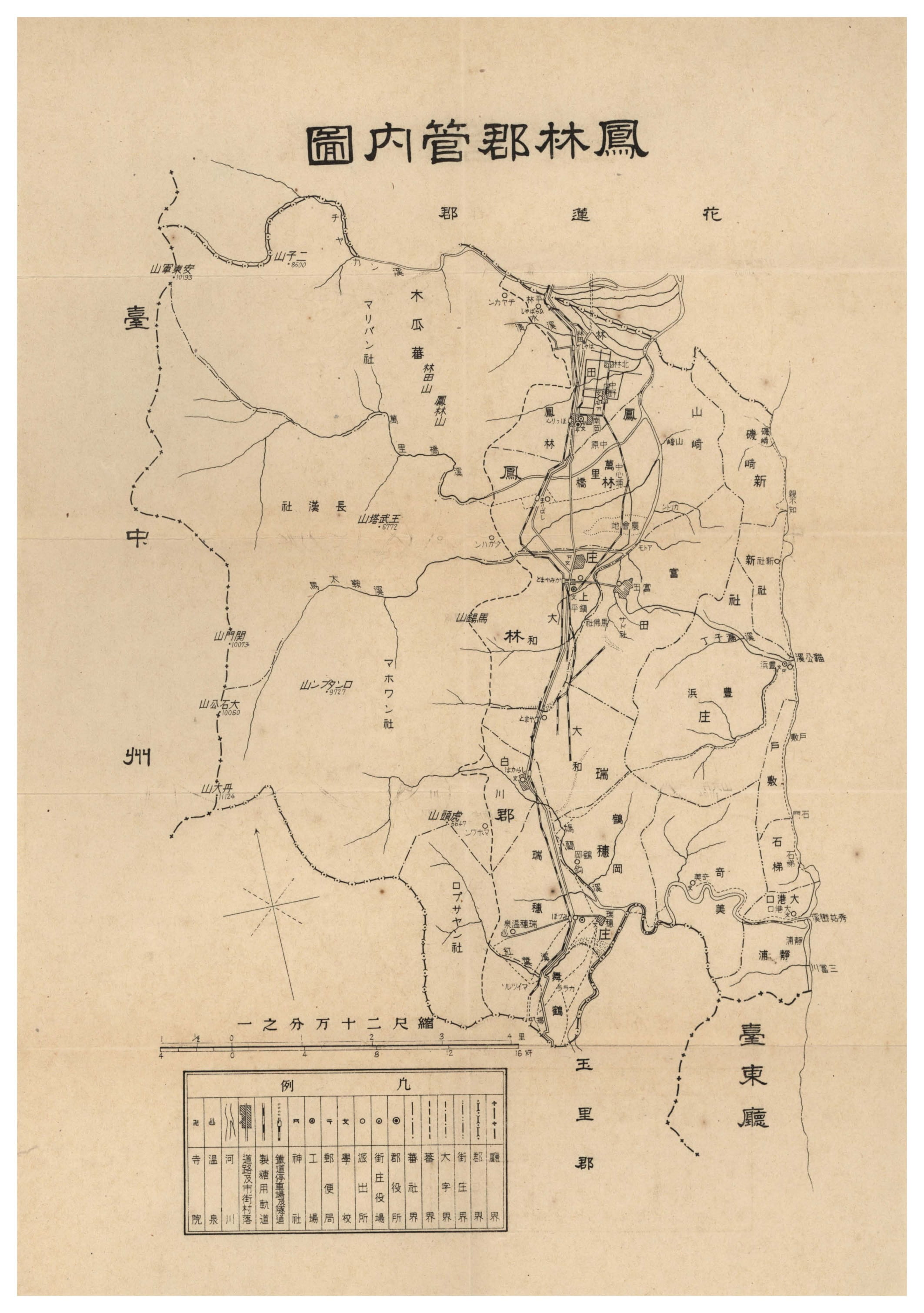
鳳林郡管內圖，可見瑞穗庄位置

瑞穗庄為臺灣日治時期1937年至1945年間存在之行政區，其原為瑞穗區，在1937年改制為瑞穗庄，轄屬花蓮港廳鳳林郡。今花蓮縣瑞穗鄉及光復鄉南部。

## 行政區劃
瑞穗舊稱水尾，原屬奉鄉水尾區和拔仔區的社和庄。1910年2月27日，水尾區「馬於文社」改名為「舞鶴社」。1911年8月3日，水尾區管轄區域中增設「瑞穗村」；拔仔區管轄區域中增設「大和村」。1914年5月23日，花蓮港廳和臺東廳實施街庄整併，加納納社、掃叭社、舞鶴社併為「舞鶴社」，高溪坪社、烏鴉立社、大肚壓社、烏漏社併為「烏鴉立社」，水尾庄、打馬燕庄併為「水尾庄」，拔仔庄、巫老僧庄、周武洞庄、人仔山庄、照員庄併為「拔仔庄」，奇密社、大和村、瑞穗村維持不變。1917年10月1日，水尾區改名為「瑞穗區」，水尾庄在同時併入瑞穗村。
1920年9月1日，原堡里之行政區廢除，街庄改為大字；瑞穗區轄區內分為拔子、大和村、烏鴉立、瑞穗村、奇密、舞鶴。1937年10月，瑞穗區改制為瑞穗庄，轄域內大字改稱大和、白川、瑞穗、鶴岡、奇美、舞鶴六個大字。戰後，瑞穗庄大和、鳳林街上大和、富田合併組成光復鄉。
| 1911年 | 1911年   | 1914年 | 1914年   | 1920年 | 1920年 | 1937年 | 1937年 | 2020年 | 2020年                                 |
| ------ | -------- | ------ | -------- | ------ | ------ | ------ | ------ | ------ | -------------------------------------- |
| 拔仔區 | 大和村   | 拔仔區 | 大和村   | 瑞穗區 | 大和村 | 瑞穗庄 | 大和   | 光復鄉 | 大豐村、大富村、富興村                 |
| 拔仔區 | 拔仔     | 拔仔區 | 拔仔     | 瑞穗區 | 拔子   | 瑞穗庄 | 白川   | 瑞穗鄉 | 富源村、富民村                         |
| 拔仔區 | 巫老僧   | 拔仔區 | 拔仔     | 瑞穗區 | 拔子   | 瑞穗庄 | 白川   | 瑞穗鄉 | 富源村、富民村                         |
| 拔仔區 | 周武洞   | 拔仔區 | 拔仔     | 瑞穗區 | 拔子   | 瑞穗庄 | 白川   | 瑞穗鄉 | 富源村、富民村                         |
| 拔仔區 | 人仔山   | 拔仔區 | 拔仔     | 瑞穗區 | 拔子   | 瑞穗庄 | 白川   | 瑞穗鄉 | 富源村、富民村                         |
| 拔仔區 | 照員     | 拔仔區 | 拔仔     | 瑞穗區 | 拔子   | 瑞穗庄 | 白川   | 瑞穗鄉 | 富源村、富民村                         |
| 水尾區 | 瑞穗村   | 水尾區 | 瑞穗村   | 瑞穗區 | 瑞穗村 | 瑞穗庄 | 瑞穗   | 瑞穗鄉 | 瑞穗村、瑞北村、瑞良村、瑞美村、瑞祥村 |
| 水尾區 | 水尾     | 水尾區 | 水尾     | 瑞穗區 | 瑞穗村 | 瑞穗庄 | 瑞穗   | 瑞穗鄉 | 瑞穗村、瑞北村、瑞良村、瑞美村、瑞祥村 |
| 水尾區 | 打馬燕   | 水尾區 | 水尾     | 瑞穗區 | 瑞穗村 | 瑞穗庄 | 瑞穗   | 瑞穗鄉 | 瑞穗村、瑞北村、瑞良村、瑞美村、瑞祥村 |
| 水尾區 | 加納納社 | 水尾區 | 舞鶴社   | 瑞穗區 | 舞鶴   | 瑞穗庄 | 舞鶴   | 瑞穗鄉 | 舞鶴村                                 |
| 水尾區 | 掃叭社   | 水尾區 | 舞鶴社   | 瑞穗區 | 舞鶴   | 瑞穗庄 | 舞鶴   | 瑞穗鄉 | 舞鶴村                                 |
| 水尾區 | 舞鶴社   | 水尾區 | 舞鶴社   | 瑞穗區 | 舞鶴   | 瑞穗庄 | 舞鶴   | 瑞穗鄉 | 舞鶴村                                 |
| 水尾區 | 高溪坪社 | 水尾區 | 烏鴉立社 | 瑞穗區 | 烏鴉立 | 瑞穗庄 | 鶴岡   | 瑞穗鄉 | 鶴岡村                                 |
| 水尾區 | 烏鴉立社 | 水尾區 | 烏鴉立社 | 瑞穗區 | 烏鴉立 | 瑞穗庄 | 鶴岡   | 瑞穗鄉 | 鶴岡村                                 |
| 水尾區 | 大肚壓社 | 水尾區 | 烏鴉立社 | 瑞穗區 | 烏鴉立 | 瑞穗庄 | 鶴岡   | 瑞穗鄉 | 鶴岡村                                 |
| 水尾區 | 烏漏社   | 水尾區 | 烏鴉立社 | 瑞穗區 | 烏鴉立 | 瑞穗庄 | 鶴岡   | 瑞穗鄉 | 鶴岡村                                 |
| 水尾區 | 奇密社   | 水尾區 | 奇密社   | 瑞穗區 | 奇密   | 瑞穗庄 | 奇美   | 瑞穗鄉 | 奇美村                                 |

## 人口
| 大字 | 內地人 | 臺灣人 | 朝鮮人 | 中華民國人 | 合計   |
| ---- | ------ | ------ | ------ | ---------- | ------ |
| 大和 | 90     | 3,915  | 0      | 42         | 4,047  |
| 白川 | 82     | 2,672  | 0      | 33         | 2,787  |
| 瑞穗 | 367    | 3,218  | 1      | 81         | 3,667  |
| 鶴岡 | 6      | 1,189  | 0      | 1          | 1,196  |
| 奇美 | 7      | 635    | 0      | 0          | 642    |
| 舞鶴 | 32     | 1,279  | 0      | 5          | 1,316  |
| 合計 | 584    | 12,908 | 1      | 162        | 13,655 |

## 交通
- 大和車站（大富車站）
- 白川車站（富源車站）
- 瑞穗車站

## 設施
- 瑞穗庄役場
- 瑞穗尋常高等小學校→瑞穗國民學校（今 瑞穗國小）
- 瑞穗公學校→瑞穗東國民學校（今 瑞美國小）
- 白川公學校→白川國民學校（今 富源國小）
- 奇美公學校→奇美國民學校（今 奇美國小）